# همخوان مکیده
به هنگام سخن گفتن، بسته شدن کامل یا بخشی از چاکنای هم‌چنین می‌تواند باعث ایجاد سازوکار جریان هوای چاکنایی glottalic airstream mechanism بشود. این سازوکار فرایندی تولیدی است که در شکل‌گیری آواهای گفتار در برخی از زبان‌ها نقش دارد و در آن چاکنای بسته است و حنجره عامل جریان هوا در فضای بالای چاکنای است. این سازوکار هم‌خوان‌های پرانشی و مکیده تولید می‌کند.
پرانشی یا فورانی ejective آوای حاصل از سازوکار جریان هوای چاکنایی برون‌سو و هم‌خوان مکیده implosive آوای حاصل از سازوکار جریان هوای چاکنایی درون‌سو است.
هم‌خوان‌های مکیده در نزدیک به ۱۳ درصد از زبان‌های جهان وجود دارند. در الفبای آوانویسی بین‌المللی مکیده‌ها را با حروف بندشی واک‌دار به اضافه یک قلاب در بالایشان نشان می‌دهند. ⟨ɓ ɗ ʄ ɠ ʛ ⟩.